# Фокіна тема
Те́ма Фо́кіна — тема в шаховій композиції. Суть теми — в білих є спроби оголосити мати (вони шахують) чорному королю, але спроби не проходять через посилення позиції чорних, чи послаблення позиції білих, чорні нейтралізують шахи. У іншій фазі (рішенні) тематичні мати проходять.

## Історія
Ідею запропонував російський шаховий композитор Юрій Георгійович Фокін (11.07.1925).
Білі в хибній грі, шахуючи чорного короля, роблять спроби оголосити мати, але завдяки послабленій для білих позиції, чорні парирують ці шахи, хибні сліди спростовуються, тематичні мати не проходять. В наступній фазі (це може бути як рішення, так і тематичний хибний слід) після кращого ходу білих позиція білих стає сильнішою —  і ці мати проходять.
Ідея дістала назву — тема Фокіна.
|   | a | b | c | d | e | f | g | h |   |
| 8 | b8 білий ферзь · d7 біла тура · b6 чорний пішак · f6 чорний пішак · b5 білий пішак · a4 білий король · d4 білий кінь · e4 чорний слон · f4 біла тура · h4 чорна тура · b3 білий слон · e3 чорний король · f3 чорний пішак · g3 чорний кінь · e2 чорний пішак · f2 білий кінь · g2 білий пішак · h2 чорний ферзь · a1 чорний слон · e1 білий слон | b8 білий ферзь · d7 біла тура · b6 чорний пішак · f6 чорний пішак · b5 білий пішак · a4 білий король · d4 білий кінь · e4 чорний слон · f4 біла тура · h4 чорна тура · b3 білий слон · e3 чорний король · f3 чорний пішак · g3 чорний кінь · e2 чорний пішак · f2 білий кінь · g2 білий пішак · h2 чорний ферзь · a1 чорний слон · e1 білий слон | b8 білий ферзь · d7 біла тура · b6 чорний пішак · f6 чорний пішак · b5 білий пішак · a4 білий король · d4 білий кінь · e4 чорний слон · f4 біла тура · h4 чорна тура · b3 білий слон · e3 чорний король · f3 чорний пішак · g3 чорний кінь · e2 чорний пішак · f2 білий кінь · g2 білий пішак · h2 чорний ферзь · a1 чорний слон · e1 білий слон | b8 білий ферзь · d7 біла тура · b6 чорний пішак · f6 чорний пішак · b5 білий пішак · a4 білий король · d4 білий кінь · e4 чорний слон · f4 біла тура · h4 чорна тура · b3 білий слон · e3 чорний король · f3 чорний пішак · g3 чорний кінь · e2 чорний пішак · f2 білий кінь · g2 білий пішак · h2 чорний ферзь · a1 чорний слон · e1 білий слон | b8 білий ферзь · d7 біла тура · b6 чорний пішак · f6 чорний пішак · b5 білий пішак · a4 білий король · d4 білий кінь · e4 чорний слон · f4 біла тура · h4 чорна тура · b3 білий слон · e3 чорний король · f3 чорний пішак · g3 чорний кінь · e2 чорний пішак · f2 білий кінь · g2 білий пішак · h2 чорний ферзь · a1 чорний слон · e1 білий слон | b8 білий ферзь · d7 біла тура · b6 чорний пішак · f6 чорний пішак · b5 білий пішак · a4 білий король · d4 білий кінь · e4 чорний слон · f4 біла тура · h4 чорна тура · b3 білий слон · e3 чорний король · f3 чорний пішак · g3 чорний кінь · e2 чорний пішак · f2 білий кінь · g2 білий пішак · h2 чорний ферзь · a1 чорний слон · e1 білий слон | b8 білий ферзь · d7 біла тура · b6 чорний пішак · f6 чорний пішак · b5 білий пішак · a4 білий король · d4 білий кінь · e4 чорний слон · f4 біла тура · h4 чорна тура · b3 білий слон · e3 чорний король · f3 чорний пішак · g3 чорний кінь · e2 чорний пішак · f2 білий кінь · g2 білий пішак · h2 чорний ферзь · a1 чорний слон · e1 білий слон | b8 білий ферзь · d7 біла тура · b6 чорний пішак · f6 чорний пішак · b5 білий пішак · a4 білий король · d4 білий кінь · e4 чорний слон · f4 біла тура · h4 чорна тура · b3 білий слон · e3 чорний король · f3 чорний пішак · g3 чорний кінь · e2 чорний пішак · f2 білий кінь · g2 білий пішак · h2 чорний ферзь · a1 чорний слон · e1 білий слон | 8 |
| 7 | b8 білий ферзь · d7 біла тура · b6 чорний пішак · f6 чорний пішак · b5 білий пішак · a4 білий король · d4 білий кінь · e4 чорний слон · f4 біла тура · h4 чорна тура · b3 білий слон · e3 чорний король · f3 чорний пішак · g3 чорний кінь · e2 чорний пішак · f2 білий кінь · g2 білий пішак · h2 чорний ферзь · a1 чорний слон · e1 білий слон | b8 білий ферзь · d7 біла тура · b6 чорний пішак · f6 чорний пішак · b5 білий пішак · a4 білий король · d4 білий кінь · e4 чорний слон · f4 біла тура · h4 чорна тура · b3 білий слон · e3 чорний король · f3 чорний пішак · g3 чорний кінь · e2 чорний пішак · f2 білий кінь · g2 білий пішак · h2 чорний ферзь · a1 чорний слон · e1 білий слон | b8 білий ферзь · d7 біла тура · b6 чорний пішак · f6 чорний пішак · b5 білий пішак · a4 білий король · d4 білий кінь · e4 чорний слон · f4 біла тура · h4 чорна тура · b3 білий слон · e3 чорний король · f3 чорний пішак · g3 чорний кінь · e2 чорний пішак · f2 білий кінь · g2 білий пішак · h2 чорний ферзь · a1 чорний слон · e1 білий слон | b8 білий ферзь · d7 біла тура · b6 чорний пішак · f6 чорний пішак · b5 білий пішак · a4 білий король · d4 білий кінь · e4 чорний слон · f4 біла тура · h4 чорна тура · b3 білий слон · e3 чорний король · f3 чорний пішак · g3 чорний кінь · e2 чорний пішак · f2 білий кінь · g2 білий пішак · h2 чорний ферзь · a1 чорний слон · e1 білий слон | b8 білий ферзь · d7 біла тура · b6 чорний пішак · f6 чорний пішак · b5 білий пішак · a4 білий король · d4 білий кінь · e4 чорний слон · f4 біла тура · h4 чорна тура · b3 білий слон · e3 чорний король · f3 чорний пішак · g3 чорний кінь · e2 чорний пішак · f2 білий кінь · g2 білий пішак · h2 чорний ферзь · a1 чорний слон · e1 білий слон | b8 білий ферзь · d7 біла тура · b6 чорний пішак · f6 чорний пішак · b5 білий пішак · a4 білий король · d4 білий кінь · e4 чорний слон · f4 біла тура · h4 чорна тура · b3 білий слон · e3 чорний король · f3 чорний пішак · g3 чорний кінь · e2 чорний пішак · f2 білий кінь · g2 білий пішак · h2 чорний ферзь · a1 чорний слон · e1 білий слон | b8 білий ферзь · d7 біла тура · b6 чорний пішак · f6 чорний пішак · b5 білий пішак · a4 білий король · d4 білий кінь · e4 чорний слон · f4 біла тура · h4 чорна тура · b3 білий слон · e3 чорний король · f3 чорний пішак · g3 чорний кінь · e2 чорний пішак · f2 білий кінь · g2 білий пішак · h2 чорний ферзь · a1 чорний слон · e1 білий слон | b8 білий ферзь · d7 біла тура · b6 чорний пішак · f6 чорний пішак · b5 білий пішак · a4 білий король · d4 білий кінь · e4 чорний слон · f4 біла тура · h4 чорна тура · b3 білий слон · e3 чорний король · f3 чорний пішак · g3 чорний кінь · e2 чорний пішак · f2 білий кінь · g2 білий пішак · h2 чорний ферзь · a1 чорний слон · e1 білий слон | 7 |
| 6 | b8 білий ферзь · d7 біла тура · b6 чорний пішак · f6 чорний пішак · b5 білий пішак · a4 білий король · d4 білий кінь · e4 чорний слон · f4 біла тура · h4 чорна тура · b3 білий слон · e3 чорний король · f3 чорний пішак · g3 чорний кінь · e2 чорний пішак · f2 білий кінь · g2 білий пішак · h2 чорний ферзь · a1 чорний слон · e1 білий слон | b8 білий ферзь · d7 біла тура · b6 чорний пішак · f6 чорний пішак · b5 білий пішак · a4 білий король · d4 білий кінь · e4 чорний слон · f4 біла тура · h4 чорна тура · b3 білий слон · e3 чорний король · f3 чорний пішак · g3 чорний кінь · e2 чорний пішак · f2 білий кінь · g2 білий пішак · h2 чорний ферзь · a1 чорний слон · e1 білий слон | b8 білий ферзь · d7 біла тура · b6 чорний пішак · f6 чорний пішак · b5 білий пішак · a4 білий король · d4 білий кінь · e4 чорний слон · f4 біла тура · h4 чорна тура · b3 білий слон · e3 чорний король · f3 чорний пішак · g3 чорний кінь · e2 чорний пішак · f2 білий кінь · g2 білий пішак · h2 чорний ферзь · a1 чорний слон · e1 білий слон | b8 білий ферзь · d7 біла тура · b6 чорний пішак · f6 чорний пішак · b5 білий пішак · a4 білий король · d4 білий кінь · e4 чорний слон · f4 біла тура · h4 чорна тура · b3 білий слон · e3 чорний король · f3 чорний пішак · g3 чорний кінь · e2 чорний пішак · f2 білий кінь · g2 білий пішак · h2 чорний ферзь · a1 чорний слон · e1 білий слон | b8 білий ферзь · d7 біла тура · b6 чорний пішак · f6 чорний пішак · b5 білий пішак · a4 білий король · d4 білий кінь · e4 чорний слон · f4 біла тура · h4 чорна тура · b3 білий слон · e3 чорний король · f3 чорний пішак · g3 чорний кінь · e2 чорний пішак · f2 білий кінь · g2 білий пішак · h2 чорний ферзь · a1 чорний слон · e1 білий слон | b8 білий ферзь · d7 біла тура · b6 чорний пішак · f6 чорний пішак · b5 білий пішак · a4 білий король · d4 білий кінь · e4 чорний слон · f4 біла тура · h4 чорна тура · b3 білий слон · e3 чорний король · f3 чорний пішак · g3 чорний кінь · e2 чорний пішак · f2 білий кінь · g2 білий пішак · h2 чорний ферзь · a1 чорний слон · e1 білий слон | b8 білий ферзь · d7 біла тура · b6 чорний пішак · f6 чорний пішак · b5 білий пішак · a4 білий король · d4 білий кінь · e4 чорний слон · f4 біла тура · h4 чорна тура · b3 білий слон · e3 чорний король · f3 чорний пішак · g3 чорний кінь · e2 чорний пішак · f2 білий кінь · g2 білий пішак · h2 чорний ферзь · a1 чорний слон · e1 білий слон | b8 білий ферзь · d7 біла тура · b6 чорний пішак · f6 чорний пішак · b5 білий пішак · a4 білий король · d4 білий кінь · e4 чорний слон · f4 біла тура · h4 чорна тура · b3 білий слон · e3 чорний король · f3 чорний пішак · g3 чорний кінь · e2 чорний пішак · f2 білий кінь · g2 білий пішак · h2 чорний ферзь · a1 чорний слон · e1 білий слон | 6 |
| 5 | b8 білий ферзь · d7 біла тура · b6 чорний пішак · f6 чорний пішак · b5 білий пішак · a4 білий король · d4 білий кінь · e4 чорний слон · f4 біла тура · h4 чорна тура · b3 білий слон · e3 чорний король · f3 чорний пішак · g3 чорний кінь · e2 чорний пішак · f2 білий кінь · g2 білий пішак · h2 чорний ферзь · a1 чорний слон · e1 білий слон | b8 білий ферзь · d7 біла тура · b6 чорний пішак · f6 чорний пішак · b5 білий пішак · a4 білий король · d4 білий кінь · e4 чорний слон · f4 біла тура · h4 чорна тура · b3 білий слон · e3 чорний король · f3 чорний пішак · g3 чорний кінь · e2 чорний пішак · f2 білий кінь · g2 білий пішак · h2 чорний ферзь · a1 чорний слон · e1 білий слон | b8 білий ферзь · d7 біла тура · b6 чорний пішак · f6 чорний пішак · b5 білий пішак · a4 білий король · d4 білий кінь · e4 чорний слон · f4 біла тура · h4 чорна тура · b3 білий слон · e3 чорний король · f3 чорний пішак · g3 чорний кінь · e2 чорний пішак · f2 білий кінь · g2 білий пішак · h2 чорний ферзь · a1 чорний слон · e1 білий слон | b8 білий ферзь · d7 біла тура · b6 чорний пішак · f6 чорний пішак · b5 білий пішак · a4 білий король · d4 білий кінь · e4 чорний слон · f4 біла тура · h4 чорна тура · b3 білий слон · e3 чорний король · f3 чорний пішак · g3 чорний кінь · e2 чорний пішак · f2 білий кінь · g2 білий пішак · h2 чорний ферзь · a1 чорний слон · e1 білий слон | b8 білий ферзь · d7 біла тура · b6 чорний пішак · f6 чорний пішак · b5 білий пішак · a4 білий король · d4 білий кінь · e4 чорний слон · f4 біла тура · h4 чорна тура · b3 білий слон · e3 чорний король · f3 чорний пішак · g3 чорний кінь · e2 чорний пішак · f2 білий кінь · g2 білий пішак · h2 чорний ферзь · a1 чорний слон · e1 білий слон | b8 білий ферзь · d7 біла тура · b6 чорний пішак · f6 чорний пішак · b5 білий пішак · a4 білий король · d4 білий кінь · e4 чорний слон · f4 біла тура · h4 чорна тура · b3 білий слон · e3 чорний король · f3 чорний пішак · g3 чорний кінь · e2 чорний пішак · f2 білий кінь · g2 білий пішак · h2 чорний ферзь · a1 чорний слон · e1 білий слон | b8 білий ферзь · d7 біла тура · b6 чорний пішак · f6 чорний пішак · b5 білий пішак · a4 білий король · d4 білий кінь · e4 чорний слон · f4 біла тура · h4 чорна тура · b3 білий слон · e3 чорний король · f3 чорний пішак · g3 чорний кінь · e2 чорний пішак · f2 білий кінь · g2 білий пішак · h2 чорний ферзь · a1 чорний слон · e1 білий слон | b8 білий ферзь · d7 біла тура · b6 чорний пішак · f6 чорний пішак · b5 білий пішак · a4 білий король · d4 білий кінь · e4 чорний слон · f4 біла тура · h4 чорна тура · b3 білий слон · e3 чорний король · f3 чорний пішак · g3 чорний кінь · e2 чорний пішак · f2 білий кінь · g2 білий пішак · h2 чорний ферзь · a1 чорний слон · e1 білий слон | 5 |
| 4 | b8 білий ферзь · d7 біла тура · b6 чорний пішак · f6 чорний пішак · b5 білий пішак · a4 білий король · d4 білий кінь · e4 чорний слон · f4 біла тура · h4 чорна тура · b3 білий слон · e3 чорний король · f3 чорний пішак · g3 чорний кінь · e2 чорний пішак · f2 білий кінь · g2 білий пішак · h2 чорний ферзь · a1 чорний слон · e1 білий слон | b8 білий ферзь · d7 біла тура · b6 чорний пішак · f6 чорний пішак · b5 білий пішак · a4 білий король · d4 білий кінь · e4 чорний слон · f4 біла тура · h4 чорна тура · b3 білий слон · e3 чорний король · f3 чорний пішак · g3 чорний кінь · e2 чорний пішак · f2 білий кінь · g2 білий пішак · h2 чорний ферзь · a1 чорний слон · e1 білий слон | b8 білий ферзь · d7 біла тура · b6 чорний пішак · f6 чорний пішак · b5 білий пішак · a4 білий король · d4 білий кінь · e4 чорний слон · f4 біла тура · h4 чорна тура · b3 білий слон · e3 чорний король · f3 чорний пішак · g3 чорний кінь · e2 чорний пішак · f2 білий кінь · g2 білий пішак · h2 чорний ферзь · a1 чорний слон · e1 білий слон | b8 білий ферзь · d7 біла тура · b6 чорний пішак · f6 чорний пішак · b5 білий пішак · a4 білий король · d4 білий кінь · e4 чорний слон · f4 біла тура · h4 чорна тура · b3 білий слон · e3 чорний король · f3 чорний пішак · g3 чорний кінь · e2 чорний пішак · f2 білий кінь · g2 білий пішак · h2 чорний ферзь · a1 чорний слон · e1 білий слон | b8 білий ферзь · d7 біла тура · b6 чорний пішак · f6 чорний пішак · b5 білий пішак · a4 білий король · d4 білий кінь · e4 чорний слон · f4 біла тура · h4 чорна тура · b3 білий слон · e3 чорний король · f3 чорний пішак · g3 чорний кінь · e2 чорний пішак · f2 білий кінь · g2 білий пішак · h2 чорний ферзь · a1 чорний слон · e1 білий слон | b8 білий ферзь · d7 біла тура · b6 чорний пішак · f6 чорний пішак · b5 білий пішак · a4 білий король · d4 білий кінь · e4 чорний слон · f4 біла тура · h4 чорна тура · b3 білий слон · e3 чорний король · f3 чорний пішак · g3 чорний кінь · e2 чорний пішак · f2 білий кінь · g2 білий пішак · h2 чорний ферзь · a1 чорний слон · e1 білий слон | b8 білий ферзь · d7 біла тура · b6 чорний пішак · f6 чорний пішак · b5 білий пішак · a4 білий король · d4 білий кінь · e4 чорний слон · f4 біла тура · h4 чорна тура · b3 білий слон · e3 чорний король · f3 чорний пішак · g3 чорний кінь · e2 чорний пішак · f2 білий кінь · g2 білий пішак · h2 чорний ферзь · a1 чорний слон · e1 білий слон | b8 білий ферзь · d7 біла тура · b6 чорний пішак · f6 чорний пішак · b5 білий пішак · a4 білий король · d4 білий кінь · e4 чорний слон · f4 біла тура · h4 чорна тура · b3 білий слон · e3 чорний король · f3 чорний пішак · g3 чорний кінь · e2 чорний пішак · f2 білий кінь · g2 білий пішак · h2 чорний ферзь · a1 чорний слон · e1 білий слон | 4 |
| 3 | b8 білий ферзь · d7 біла тура · b6 чорний пішак · f6 чорний пішак · b5 білий пішак · a4 білий король · d4 білий кінь · e4 чорний слон · f4 біла тура · h4 чорна тура · b3 білий слон · e3 чорний король · f3 чорний пішак · g3 чорний кінь · e2 чорний пішак · f2 білий кінь · g2 білий пішак · h2 чорний ферзь · a1 чорний слон · e1 білий слон | b8 білий ферзь · d7 біла тура · b6 чорний пішак · f6 чорний пішак · b5 білий пішак · a4 білий король · d4 білий кінь · e4 чорний слон · f4 біла тура · h4 чорна тура · b3 білий слон · e3 чорний король · f3 чорний пішак · g3 чорний кінь · e2 чорний пішак · f2 білий кінь · g2 білий пішак · h2 чорний ферзь · a1 чорний слон · e1 білий слон | b8 білий ферзь · d7 біла тура · b6 чорний пішак · f6 чорний пішак · b5 білий пішак · a4 білий король · d4 білий кінь · e4 чорний слон · f4 біла тура · h4 чорна тура · b3 білий слон · e3 чорний король · f3 чорний пішак · g3 чорний кінь · e2 чорний пішак · f2 білий кінь · g2 білий пішак · h2 чорний ферзь · a1 чорний слон · e1 білий слон | b8 білий ферзь · d7 біла тура · b6 чорний пішак · f6 чорний пішак · b5 білий пішак · a4 білий король · d4 білий кінь · e4 чорний слон · f4 біла тура · h4 чорна тура · b3 білий слон · e3 чорний король · f3 чорний пішак · g3 чорний кінь · e2 чорний пішак · f2 білий кінь · g2 білий пішак · h2 чорний ферзь · a1 чорний слон · e1 білий слон | b8 білий ферзь · d7 біла тура · b6 чорний пішак · f6 чорний пішак · b5 білий пішак · a4 білий король · d4 білий кінь · e4 чорний слон · f4 біла тура · h4 чорна тура · b3 білий слон · e3 чорний король · f3 чорний пішак · g3 чорний кінь · e2 чорний пішак · f2 білий кінь · g2 білий пішак · h2 чорний ферзь · a1 чорний слон · e1 білий слон | b8 білий ферзь · d7 біла тура · b6 чорний пішак · f6 чорний пішак · b5 білий пішак · a4 білий король · d4 білий кінь · e4 чорний слон · f4 біла тура · h4 чорна тура · b3 білий слон · e3 чорний король · f3 чорний пішак · g3 чорний кінь · e2 чорний пішак · f2 білий кінь · g2 білий пішак · h2 чорний ферзь · a1 чорний слон · e1 білий слон | b8 білий ферзь · d7 біла тура · b6 чорний пішак · f6 чорний пішак · b5 білий пішак · a4 білий король · d4 білий кінь · e4 чорний слон · f4 біла тура · h4 чорна тура · b3 білий слон · e3 чорний король · f3 чорний пішак · g3 чорний кінь · e2 чорний пішак · f2 білий кінь · g2 білий пішак · h2 чорний ферзь · a1 чорний слон · e1 білий слон | b8 білий ферзь · d7 біла тура · b6 чорний пішак · f6 чорний пішак · b5 білий пішак · a4 білий король · d4 білий кінь · e4 чорний слон · f4 біла тура · h4 чорна тура · b3 білий слон · e3 чорний король · f3 чорний пішак · g3 чорний кінь · e2 чорний пішак · f2 білий кінь · g2 білий пішак · h2 чорний ферзь · a1 чорний слон · e1 білий слон | 3 |
| 2 | b8 білий ферзь · d7 біла тура · b6 чорний пішак · f6 чорний пішак · b5 білий пішак · a4 білий король · d4 білий кінь · e4 чорний слон · f4 біла тура · h4 чорна тура · b3 білий слон · e3 чорний король · f3 чорний пішак · g3 чорний кінь · e2 чорний пішак · f2 білий кінь · g2 білий пішак · h2 чорний ферзь · a1 чорний слон · e1 білий слон | b8 білий ферзь · d7 біла тура · b6 чорний пішак · f6 чорний пішак · b5 білий пішак · a4 білий король · d4 білий кінь · e4 чорний слон · f4 біла тура · h4 чорна тура · b3 білий слон · e3 чорний король · f3 чорний пішак · g3 чорний кінь · e2 чорний пішак · f2 білий кінь · g2 білий пішак · h2 чорний ферзь · a1 чорний слон · e1 білий слон | b8 білий ферзь · d7 біла тура · b6 чорний пішак · f6 чорний пішак · b5 білий пішак · a4 білий король · d4 білий кінь · e4 чорний слон · f4 біла тура · h4 чорна тура · b3 білий слон · e3 чорний король · f3 чорний пішак · g3 чорний кінь · e2 чорний пішак · f2 білий кінь · g2 білий пішак · h2 чорний ферзь · a1 чорний слон · e1 білий слон | b8 білий ферзь · d7 біла тура · b6 чорний пішак · f6 чорний пішак · b5 білий пішак · a4 білий король · d4 білий кінь · e4 чорний слон · f4 біла тура · h4 чорна тура · b3 білий слон · e3 чорний король · f3 чорний пішак · g3 чорний кінь · e2 чорний пішак · f2 білий кінь · g2 білий пішак · h2 чорний ферзь · a1 чорний слон · e1 білий слон | b8 білий ферзь · d7 біла тура · b6 чорний пішак · f6 чорний пішак · b5 білий пішак · a4 білий король · d4 білий кінь · e4 чорний слон · f4 біла тура · h4 чорна тура · b3 білий слон · e3 чорний король · f3 чорний пішак · g3 чорний кінь · e2 чорний пішак · f2 білий кінь · g2 білий пішак · h2 чорний ферзь · a1 чорний слон · e1 білий слон | b8 білий ферзь · d7 біла тура · b6 чорний пішак · f6 чорний пішак · b5 білий пішак · a4 білий король · d4 білий кінь · e4 чорний слон · f4 біла тура · h4 чорна тура · b3 білий слон · e3 чорний король · f3 чорний пішак · g3 чорний кінь · e2 чорний пішак · f2 білий кінь · g2 білий пішак · h2 чорний ферзь · a1 чорний слон · e1 білий слон | b8 білий ферзь · d7 біла тура · b6 чорний пішак · f6 чорний пішак · b5 білий пішак · a4 білий король · d4 білий кінь · e4 чорний слон · f4 біла тура · h4 чорна тура · b3 білий слон · e3 чорний король · f3 чорний пішак · g3 чорний кінь · e2 чорний пішак · f2 білий кінь · g2 білий пішак · h2 чорний ферзь · a1 чорний слон · e1 білий слон | b8 білий ферзь · d7 біла тура · b6 чорний пішак · f6 чорний пішак · b5 білий пішак · a4 білий король · d4 білий кінь · e4 чорний слон · f4 біла тура · h4 чорна тура · b3 білий слон · e3 чорний король · f3 чорний пішак · g3 чорний кінь · e2 чорний пішак · f2 білий кінь · g2 білий пішак · h2 чорний ферзь · a1 чорний слон · e1 білий слон | 2 |
| 1 | b8 білий ферзь · d7 біла тура · b6 чорний пішак · f6 чорний пішак · b5 білий пішак · a4 білий король · d4 білий кінь · e4 чорний слон · f4 біла тура · h4 чорна тура · b3 білий слон · e3 чорний король · f3 чорний пішак · g3 чорний кінь · e2 чорний пішак · f2 білий кінь · g2 білий пішак · h2 чорний ферзь · a1 чорний слон · e1 білий слон | b8 білий ферзь · d7 біла тура · b6 чорний пішак · f6 чорний пішак · b5 білий пішак · a4 білий король · d4 білий кінь · e4 чорний слон · f4 біла тура · h4 чорна тура · b3 білий слон · e3 чорний король · f3 чорний пішак · g3 чорний кінь · e2 чорний пішак · f2 білий кінь · g2 білий пішак · h2 чорний ферзь · a1 чорний слон · e1 білий слон | b8 білий ферзь · d7 біла тура · b6 чорний пішак · f6 чорний пішак · b5 білий пішак · a4 білий король · d4 білий кінь · e4 чорний слон · f4 біла тура · h4 чорна тура · b3 білий слон · e3 чорний король · f3 чорний пішак · g3 чорний кінь · e2 чорний пішак · f2 білий кінь · g2 білий пішак · h2 чорний ферзь · a1 чорний слон · e1 білий слон | b8 білий ферзь · d7 біла тура · b6 чорний пішак · f6 чорний пішак · b5 білий пішак · a4 білий король · d4 білий кінь · e4 чорний слон · f4 біла тура · h4 чорна тура · b3 білий слон · e3 чорний король · f3 чорний пішак · g3 чорний кінь · e2 чорний пішак · f2 білий кінь · g2 білий пішак · h2 чорний ферзь · a1 чорний слон · e1 білий слон | b8 білий ферзь · d7 біла тура · b6 чорний пішак · f6 чорний пішак · b5 білий пішак · a4 білий король · d4 білий кінь · e4 чорний слон · f4 біла тура · h4 чорна тура · b3 білий слон · e3 чорний король · f3 чорний пішак · g3 чорний кінь · e2 чорний пішак · f2 білий кінь · g2 білий пішак · h2 чорний ферзь · a1 чорний слон · e1 білий слон | b8 білий ферзь · d7 біла тура · b6 чорний пішак · f6 чорний пішак · b5 білий пішак · a4 білий король · d4 білий кінь · e4 чорний слон · f4 біла тура · h4 чорна тура · b3 білий слон · e3 чорний король · f3 чорний пішак · g3 чорний кінь · e2 чорний пішак · f2 білий кінь · g2 білий пішак · h2 чорний ферзь · a1 чорний слон · e1 білий слон | b8 білий ферзь · d7 біла тура · b6 чорний пішак · f6 чорний пішак · b5 білий пішак · a4 білий король · d4 білий кінь · e4 чорний слон · f4 біла тура · h4 чорна тура · b3 білий слон · e3 чорний король · f3 чорний пішак · g3 чорний кінь · e2 чорний пішак · f2 білий кінь · g2 білий пішак · h2 чорний ферзь · a1 чорний слон · e1 білий слон | b8 білий ферзь · d7 біла тура · b6 чорний пішак · f6 чорний пішак · b5 білий пішак · a4 білий король · d4 білий кінь · e4 чорний слон · f4 біла тура · h4 чорна тура · b3 білий слон · e3 чорний король · f3 чорний пішак · g3 чорний кінь · e2 чорний пішак · f2 білий кінь · g2 білий пішак · h2 чорний ферзь · a1 чорний слон · e1 білий слон | 1 |
|   | a | b | c | d | e | f | g | h |   |

1. T:f3+? L:f3! (2. Sc2 # ?)
1. Sc2+? L:c2! (2. Tf3 # ?)
1. De8? ~ 2. Tf3 # (2. Sc2 # ?)
1. ... T:f4 2. Sc2 #, 1. Dg2!
1. Te7! ~ 2. Sc2 # (2. Tf3 # ?)
1. Ld4 2. Tf3 #
- — - — - — -
1. ... Kd4 2. Db6 #